# Olympische Sommerspiele 2012/Teilnehmer (Amerikanische Jungferninseln)
| Gelbes Symbol für Goldmedaillen mit stilisierten Olympischen Ringen | Graues Symbol für Silbermedaillen mit stilisierten Olympischen Ringen | Braundes Symbol für Bronzemedaillen mit stilisierten Olympischen Ringen |
| ------------------------------------------------------------------- | --------------------------------------------------------------------- | ----------------------------------------------------------------------- |
| —                                                                   | —                                                                     | —                                                                       |

Die Amerikanischen Jungferninseln nahmen in London an den Olympischen Spielen 2012 teil. Es war die insgesamt elfte Teilnahme an Olympischen Sommerspielen. Das Virgin Islands Olympic Committee nominierte sieben Athleten in drei Sportarten.
Fahnenträger bei der Eröffnungsfeier war der Leichtathlet Tabarie Henry.

## Teilnehmer nach Sportarten

### Leichtathletik
Laufen und Gehen 
| Athleten               | Wettbewerb | Vorlauf | Vorlauf | Halbfinale    | Halbfinale    | Finale        | Finale        | Rang |
| Athleten               | Wettbewerb | Zeit    | Rang    | Zeit          | Rang          | Zeit          | Rang          | Rang |
| ---------------------- | ---------- | ------- | ------- | ------------- | ------------- | ------------- | ------------- | ---- |
| Frauen                 |            |         |         |               |               |               |               |      |
| LaVerne Jones-Ferrette | 100 m      | 11,07 s | 2       | 11,22 s       | 4             | ausgeschieden | ausgeschieden | 14   |
| Allison Peter          | 100 m      | 11,41 s | 7       | ausgeschieden | ausgeschieden | ausgeschieden | ausgeschieden | 32   |
| LaVerne Jones-Ferrette | 200 m      | 22,64 s | 2       | 22,62 s       | 4             | ausgeschieden | ausgeschieden | 9    |
| Allison Peter          | 200 m      | 23,00 s | 4       | 23,35 s       | 8             | ausgeschieden | ausgeschieden | 23   |
| Männer                 |            |         |         |               |               |               |               |      |
| Tabarie Henry          | 400 m      | 45,43 s | 4       | 45,19 s       | 6             | ausgeschieden | ausgeschieden | 13   |

 Springen und Werfen 
| Athleten       | Wettbewerb | Qualifikation | Qualifikation | Finale        | Finale        | Rang |
| Athleten       | Wettbewerb | Weite/Höhe    | Rang          | Weite/Höhe    | Rang          | Rang |
| -------------- | ---------- | ------------- | ------------- | ------------- | ------------- | ---- |
| Männer         |            |               |               |               |               |      |
| Muhammad Halim | Dreisprung | 16,39 m       | 18            | ausgeschieden | ausgeschieden | 18   |

### Schwimmen
| Athleten           | Wettbewerb     | Vorlauf | Vorlauf | Halbfinale    | Halbfinale    | Finale        | Finale        | Rang |
| Athleten           | Wettbewerb     | Zeit    | Rang    | Zeit          | Rang          | Zeit          | Rang          | Rang |
| ------------------ | -------------- | ------- | ------- | ------------- | ------------- | ------------- | ------------- | ---- |
| Männer             |                |         |         |               |               |               |               |      |
| Branden Whitehurst | 100 m Freistil | 51,04 s | 7       | ausgeschieden | ausgeschieden | ausgeschieden | ausgeschieden | 36   |

### Segeln
Fleet Race
| Athleten      | Wettbewerb   | Qualifikation | Qualifikation | Medal Race    | Medal Race    | Punkte | Rang |
| Athleten      | Wettbewerb   | Punkte        | Rang          | Punkte        | Rang          | Punkte | Rang |
| ------------- | ------------ | ------------- | ------------- | ------------- | ------------- | ------ | ---- |
| Frauen        |              |               |               |               |               |        |      |
| Mayumi Roller | Laser Radial | 376           | 40            | ausgeschieden | ausgeschieden | 376    | 40   |
| Männer        |              |               |               |               |               |        |      |
| Cy Thompson   | Laser        | 239           | 25            | ausgeschieden | ausgeschieden | 239    | 25   |